# Южные луо
Южные луо — группа родственных нилотских народов, живущих в Уганде, а также в Демократической Республике Конго. К ним относятся: ланго (ланги), ачоли (аколи), алур (жоалур), адола (бадама), кумам. По оценке на 1978 год, общая численность южных луо составляла 2370 тыс. чел., в том числе 2035 тыс. чел. (1978 г.) — в Уганде (из них 830 тыс. ланго, 635 тыс. ачоли, 220 тыс. алур, 220 тыс. адола, 130 тыс. кумам), а также 320 тыс. чел. (1978 г.) — в Демократической Республике Конго (320 тыс. алур); помимо этого 15 тыс. чел. (1978 г.) — в Судане (15 тыс. ачоли в 1978 г.).
По переписи 2002 года в Уганде жило 3690 тыс. народов группы южные луо, в том числе 1484 тыс. ланго, 1141 тыс. ачоли, 530 тыс. алур, 360 тыс. адола, 174 тыс. кумам. По оценкам, в ДРК к нач. XXI века численность южных луо (алур) превысила 900 тыс. чел. 
 Таким образом, общая численность народов южных луо составляет более 4,5 млн чел.
Языки южных луо относятся к нилотским языкам (восточносуданская семья нило-сахарской макросемьи языков).
В хозяйственной жизни народы южные луо сочетают земледелие (культивируя табак, хлопчатник, просо, сорго, кассаву, батат, арахис) со скотоводством.